# Nižný Hrabovec
Nižný Hrabovec és un poble i municipi d'Eslovàquia. Es troba a la regió de Prešov, al nord del país.

## Història
La primera referència escrita de la vila data del 1357.

## Demografia
| Godina             | 1994 | 2004    | 2014   | 2024   |
| ------------------ | ---- | ------- | ------ | ------ |
| Nombre de persones | 1372 | 1611    | 1634   | 1570   |
| Diferència         |      | +17,41% | +1,42% | −3,91% |

| Godina             | 2023 | 2024   |
| ------------------ | ---- | ------ |
| Nombre de persones | 1594 | 1570   |
| Diferència         |      | −1,50% |